# Josep Maria Bartomeu
Josep Maria Bartomeu Floreta (* 6. února 1963) byl prezident klubu FC Barcelona od roku 2014 do roku 2020, v roce 2014 nastoupil po rezignaci předcházejícího prezidenta Sandra Rosella a skončil v roce 2020 po vlastní rezignaci.
Partner a generální ředitel společností ADELTE a EFS podávané v FC Barcelona během Joan Laporta předsednictví (jako vedoucí sekce basketbal) spolu s Sandro Rosell, který odstoupí kvůli rozdílným názorům s tehdejším prezidentem. Podílel se v Barceloně na spolupráci fotbalového klubu od července 2010 do ledna 2014 poté, co vyhrál volby s 61,35% hlasů členů klubu. Po rezignaci Sandro Rosella z prezidentské funkce, dne 23. ledna 2014. Se Bartomeu stal 40. prezidentem FC Barcelona od 23. ledna 2014 do konce vypršení Rosellovy smlouvy, který skončil dne 30. června 2016.
- La Liga 2014-15
- Copa del Rey 2014-15
- UEFA Champions league 2014-15
- UEFA Super cup 2015